# Anier García
Anier Octavio García Ortiz (Santiago de Cuba, 9 de março de 1976) é um antigo atleta cubano que foi campeão olímpico na prova de 110 metros com barreiras dos Jogos de Sydney 2000.

## Carreira
Cedo demonstrou as suas potencialidades, quando ganhou os Campeonatos Pan-Americanos de Juniores em 1995. No ano seguinte, participou nas sua primeiras Olimpíadas, em Atlanta, mas foi eliminado nos quartos-de-final.
Em 1997, conseguiu o seu primeiro título internacional como sénior, ao vencer os 60 m barreiras nos Campeonatos Mundiais de Pista Coberta realizados em Paris. Porém, nessa mesma temporada, apresentou-se nos Campeonatos Mundiais de Atenas com uma lesão numa perna o que o impediu de e apresentar na partida para a semi-final para a qual se tinha previamente qualificado. No ano de 1999, venceu os Jogos Pan-Americanos, mas foi apenas segundo nos Mundiais de Sevilha atrás de Colin Jackson.
O ponto mais alto da sua carreira chegou no ano 2000, culminando em setembro com a realização dos Jogos Olímpicos de Sydney. Depois de vencer todas as corridas que o conduziram à final (respetivas séries de eliminatórias, quartos-de-final e semi-finais), García tinha pela frente a tarefa de derrotar os outros grandes favoritos: os norte-americanos Terrence Trammell, Mark Crear e Allen Johnson e o inglês Colin Jackson. Fazendo uma corrida perfeita, chegou à meta em primeiro lugar com a considerável vantagem de 0.16 s sobre o segundo (Trammell) e com um novo recorde cubano de 13.00 s. Com esta vitória, tornava-se o segundo atleta cubano a ser campeão olímpico, vinte e quatro anos depois de Alberto Juantorena.
Em 2001 repetiu a medalha de prata nos Campeonatos Mundiais de Edmonton e levou também a prta nos Campeonatos Mundiais de Pista Coberta de Lisboa 2001 e de Birmingham 2003. Depois de um período de lesões em 2003-2004, ainda conseguiu obter a medalha de bronze nos Jogos Olímpicos de 2004.